# Condado de Newell
El condado de Newell es un distrito municipal canadiense situado en la provincia de Alberta.

## Superficie
Newell tiene una superficie de 5810,15 km².

## Demografía
En 2021, tenía 7465 habitantes, una densidad poblacional de 1,3 hab./km², y 2642 viviendas.